# Robert Brasillach
Robert Brasillach (Perpignan, 31 maart 1909 – Arcueil, 6 februari 1945) was een Frans schrijver, dichter en journalist.
Brasillach bezocht het lyceum van Sens, vervolgens het Lycée Louis-le-Grand te Parijs. In 1928 ging hij studeren aan de befaamde École Normale Supérieure te Parijs. Hij werd er, als 26ste op 28 in het ingangsexamen, toegelaten in de literatuurafdeling.
Nog tijdens zijn studies publiceerde hij zijn eerste boek Présence de Virgile.
Aangetrokken door het Italiaans fascisme en het Duits nationaalsocialisme, was hij samen met Drieu La Rochelle, een bekende fascistische schrijver van zijn tijd in Frankrijk. Van 1937 tot 1943 was hij hoofdredacteur van het antisemitische tijdschrift Je suis partout, waarin haatcampagnes tegen politieke tegenstanders en tegen Joden werden gevoerd. In enkele gevallen werd zelfs tot moord opgeroepen.
Na de bevrijding van Frankrijk werd Brasillach gearresteerd. Ondanks een genadeverzoek van François Mauriac aan Charles de Gaulle werd hij op 6 februari 1945 terechtgesteld wegens collaboratie. Na zijn dood werd het werk van Brasillach gepropageerd door de letterkundige Maurice Bardèche, die tevens zijn zwager was.
In zijn bundel Afscheid (1957) wijdde de Nederlandse dichter J.C. Bloem een gedicht aan hem met de titel 'Robert Brasillach'.
Het oeuvre van Brasillach bestaat uit romans, essays, poëzie, en enkele theaterstukken.

### Romans
- 1932, Le Voleur d'étincelles
- 1934, L'Enfant de la nuit
- 1936, Le Marchand d'oiseaux
- 1937, Comme le temps passe
- 1939, Les Sept Couleurs
- 1943, La Conquérante
- 1944, Poèmes

### Non-fictie
- 1931, Présence de Virgile
- 1932, Le Procès de Jeanne d'Arc
- 1935, Portraits. Barrès, Proust, Maurras, Colette, Giraudoux, Morand, Cocteau, Malraux, etc.
- 1935, (heruitgave in 1943) Histoire du Cinéma, twee volumes (met Maurice Bardèche)
- 1936, Animateurs de théâtre
- 1936 Léon Degrelle et l'avenir de « Rex »
- 1936 Les Cadets de l'Alcazar (met Henri Massis, zie Franse Wikipedia)
- 1938 Pierre Corneille
- 1939 Histoire de la guerre d’Espagne (met Maurice Bardèche)
- 1941 Notre avant-guerre
- 1944 Les Quatre Jeudis

### Postume werken
- 1945 Poèmes de Fresnes
- 1946 Lettre à un soldat de la classe 60
- 1947 Chénier, La Pensée française
- 1950 Anthologie de la poésie grecque
- 1952 Lettres écrites en prison
- 1953 Six heures à perdre
- 1954 Bérénice, toneelstuk
- 1955 Journal d'un homme occupé
- 1961 Poètes oubliés
- 1961 Dom Rémy
- 1962 Commentaire sur La Varende
- 1963 En marge de Daphnis et Chloé
- 1963 Nouvelle prière sur l'Acropole
- 1967 Écrit à Fresnes
- 1968 Une génération dans l'orage
- 1970 Vingt lettres de Robert Brasillach
- 1971 Abel Bonnard
- 1974 Les Captifs incomplete roman
- 1984 Le Paris de Balzac
- 1985 Hugo et le snobisme révolutionnaire
- 1985 Montherlant entre les hommes et les femmes
- 1992 Fulgur, compilatie
- 1999 La Question juive, articles de Brasillach et Cousteau
- 2002 Relectures Robert Brasillach

- Bibsys: 90343388
- Biblioteca Nacional de Chile: 000091194
- Biblioteca Nacional de España: XX1195983
- Bibliothèque nationale de France: cb11893803h (data)
- Catàleg d'autoritats de noms i títols de Catalunya: 981058523590806706
- CiNii: DA00625927
- Gemeinsame Normdatei: 118659855
- International Standard Name Identifier: 0000 0001 2277 8292
- Library of Congress Control Number: n80024304
- MusicBrainz: 521245f5-776c-4f13-966b-c7fc3d211293
- Bibliotheek van het Japanse parlement: 00463709
- Nationale Bibliotheek van Tsjechië: jn19990001036
- Nationale bibliotheek van Australië: 35021416
- Nationale Bibliotheek van Israël: 987007259183805171
- Nationale Bibliotheek van Polen: a0000001212698
- Nationale en Universitaire bibliotheek Zagreb: 000343609
- Nederlandse Thesaurus van Auteursnamen: 070343195
- Réseau des bibliothèques de Suisse occidentale: 02-A000022632
- Istituto Centrale per il Catalogo Unico: CFIV013908
- LIBRIS: 341794
- SNAC: w6f79s3j
- Système universitaire de documentation: 026750139
- Trove: 795581
- Virtual International Authority File: 29530953
- WorldCat: E39PBJdh4RWDkFhktxfTYbh8md